# Lawinenverschüttetensuchgerät

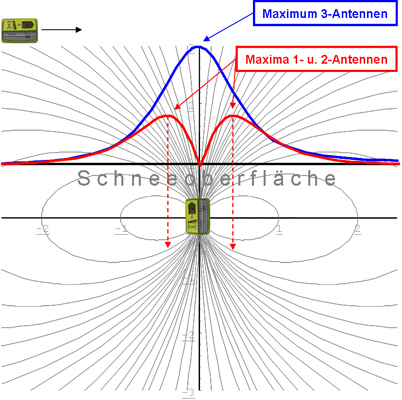
Feldlinien des Sendegerätes und angezeigte Amplitude am Empfangsgerät für unterschiedliche Antennenanzahl

Ein Lawinenverschüttetensuchgerät (LVS-Gerät) ist ein elektronisches Gerät zur Lawinenverschüttetensuche. Mit dem Gerät kann man ebenfalls mit einem eingeschalteten LVS-Gerät ausgestattete Personen, die von einer Lawine verschüttet wurden, orten, um sie möglichst ohne Zeitverzug befreien zu können. Dies ist wichtig, da die Überlebenschance Verschütteter bereits nach 10 Minuten drastisch sinkt.

## Funktion
Lawinensuchgeräte haben zwei Betriebsarten: Sende- und Suchbetrieb. Beide Betriebsarten können nicht gleichzeitig aktiv sein. Das Gerät befindet sich im Normalfall im Sendebetrieb und sollte eng am Körper getragen werden. Der Suchbetrieb wird nach einem Lawinenabgang zum Suchen Verschütteter aktiviert.
Im Sendebetrieb sendet das Gerät periodisch in Abständen von 1000 ± 300 ms ein Funksignal mit 70 bis 300 ms Dauer auf einer Trägerfrequenz von 457 kHz, ältere Geräte arbeiten auch noch auf der ELF-Frequenz von 2275 Hz. Die Geräte müssen Temperaturen von −30 °C bis +70 °C im Betrieb und über eine Dauer von mehr als 10 Stunden standhalten. Das Verfahren und die notwendigen Anforderungen ist vom Europäischen Institut für Telekommunikationsnormen (ETSI) in der Norm ETS 300.718 festgelegt.
Eine Sicherheitsregel im Gelände abseits der Pisten besagt, dass man sich dort nur in der Gruppe bewegen soll und dass die einzelnen Gruppenmitglieder einen großen Abstand voneinander halten sollen. Dadurch soll erreicht werden, dass nicht alle Gruppenmitglieder von einer Lawine erfasst werden. Gruppenmitglieder, die der Lawine entgangen sind, stellen dann ihre LVS-Geräte auf Empfang (Suchbetrieb) und können so das Signal der Verunglückten orten. Je nach LVS-Gerät, Lage und Verschüttungstiefe beträgt die maximale Reichweite 20 bis 60 m.
Ein Lawinensuchgerät gehört neben Lawinensonde und Lawinenschaufel zur Standardausrüstung von Skitourengehern, Freeridern und anderen Wintersportlern abseits der gesicherten Skipisten.

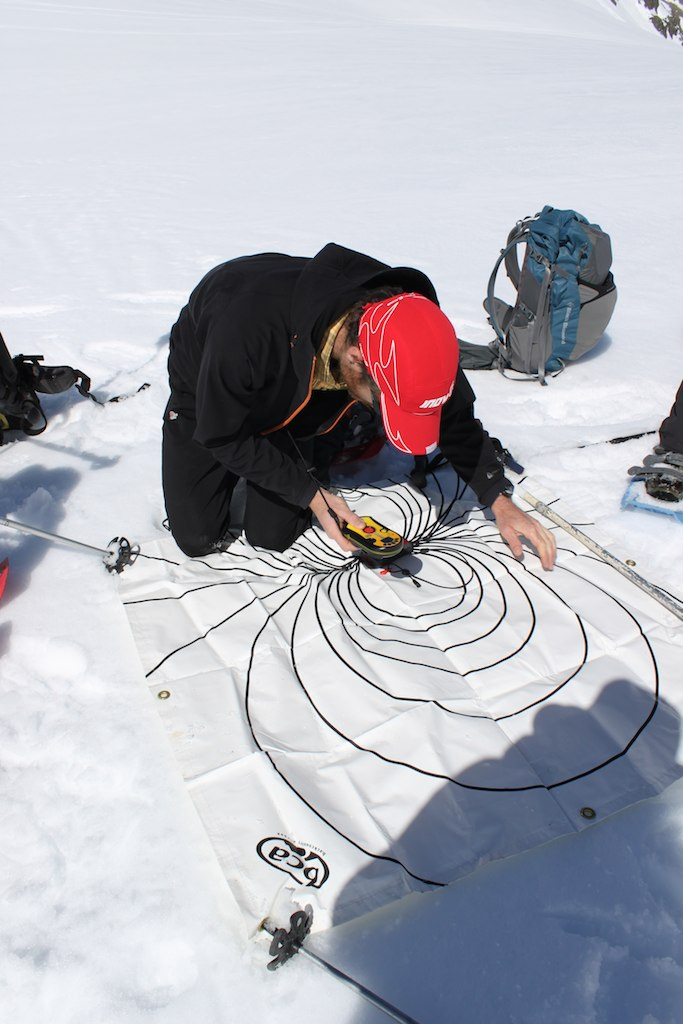
Training mit LVS-Gerät

## Technische Entwicklungen
Die Entwicklung von LVS-Geräten zielt darauf ab, dass verunglückte Personen immer rascher und genauer geortet werden können. Die ersten Geräte arbeiteten analog mit einer Antenne, sie zeigten die Entfernung zum Verschütteten über die Lautstärke des Signaltons an. Später wurden Geräte mit zwei Antennen und einem Display auf den Markt gebracht, die nicht nur die Entfernung, sondern auch die Richtung (entlang einer Feldlinie) anzeigten.
Im Jahr 2003 kam mit dem Pieps DSP das erste digitale LVS-Gerät mit drei Antennen auf den Markt. Diese Gerätegeneration, die inzwischen von allen namhaften Herstellern angeboten wird, arbeitet genauer und schneller. Außerdem bietet sie deutlich bessere Möglichkeiten, mehrere Verschüttete gleichzeitig zu orten. Konkret haben die aktuellen digitalen Dreiantennengeräte eine bessere Feinortung und größere Unabhängigkeit von der Koppellage im Gegensatz zu den veralteten analogen LVS-Geräten mit Einzel-Antenne. Zudem bieten manche LVS-Geräte Sonderfunktionen wie einen zusätzlichen Analogmodus, einen Neigungsmesser oder eine gesonderte Gruppencheck-Funktion.
LVS-Geräte können durch elektromagnetische Felder gestört werden.

## Ablauf einer Suche
Entscheidend für ein gutes und schnelles Suchergebnis ist der geschulte Umgang mit dem LVS-Gerät, was regelmäßige Übungen voraussetzt. Ein effizienter Suchvorgang ist zudem von einem systematischen Vorgehen abhängig, weshalb der Suchablauf in verschiedene Phasen untergliedert wird. Die diesbezügliche Nomenklatur ist nicht einheitlich, es wurden bereits verschiedene Gliederungen verwendet. Die Internationale Kommission für alpines Rettungswesen (IKAR) empfiehlt mit Stand 2009 das Vorgehen in vier Phasen: Signalsuche, Grobsuche, Feinsuche und Punktsuche.
Die Signalsuche umfasst das systematische Abschreiten des Lawinenkegels (beginnend beispielsweise beim Verschwindepunkt des Opfers unter dem Schnee) bis zum Empfang eines ersten Signals mit dem LVS-Gerät oder auch eines anderen Zeichens vom Verschütteten (Sichtung, akustische Signale, …). Das konkrete Vorgehen bei der Signalsuche hängt neben der Anzahl der Suchenden auch von Eigenheiten des LVS-Geräts, insbesondere von dessen Reichweite, ab. Die Grobsuche reicht vom Punkt des ersten Signalempfangs (der meist markiert wird) bis zur unmittelbaren Umgebung des Opfers. Für das LVS ist dieser Punkt definiert als jener, wo die Amplitude des Signals zum ersten Mal in allen Richtungen abnimmt. In dieser Phase erfordern digitale und analoge LVS-Geräte unterschiedliche Suchstrategien. Auch bei der Feinsuche im Nahbereich, wo meist knapp über der Schneeoberfläche gearbeitet wird, kann es zu bauartbedingten Unterschieden zwischen verschiedenen LVS-Modellen (Analog-/Digital- bzw. Zwei- oder Drei-Antennen-Gerät) kommen. Die Feinsuche endet nach heutiger IKAR-Nomenklatur mit dem Übergang zur Verwendung der Lawinensonde. Als Punktortung wurde früher auch die Suche mit dem LVS-Gerät im Nahbereich bezeichnet, heute wird die Suche mit der Sonde bis zum  Auffinden des Verschütteten unter diesem Begriff gefasst.
Als besonders herausfordernd gelten „Mehrfachverschüttungen“, wenn also mehrere Personen unter dem Schnee begraben liegen, da sich die Signale insbesondere bei nahe zusammen liegenden Opfern überlagern können. In diesem Fall sind besondere Methoden wie die Drei-Kreis-Methode oder das Vorgehen mit Mikrosuchstreifen nötig. Manche Geräte bieten eigene Funktionen für besondere Suchstrategien in solchen Fällen an.